# Heterosubulitidae
Heterosubulitidae zijn een uitgestorven familie van weekdieren uit de klasse van de Gastropoda (slakken).

## Taxonomie
De volgende taxa zijn bij de familie ingedeeld:
- Geslacht  † Heterosubulites Bandel, 2002
  -  † Heterosubulites blatta (Knight, 1931)
    - =  † Ceraunocochlis blatta Knight, 1931